# Métro de Shenzhen
 (février 2013).

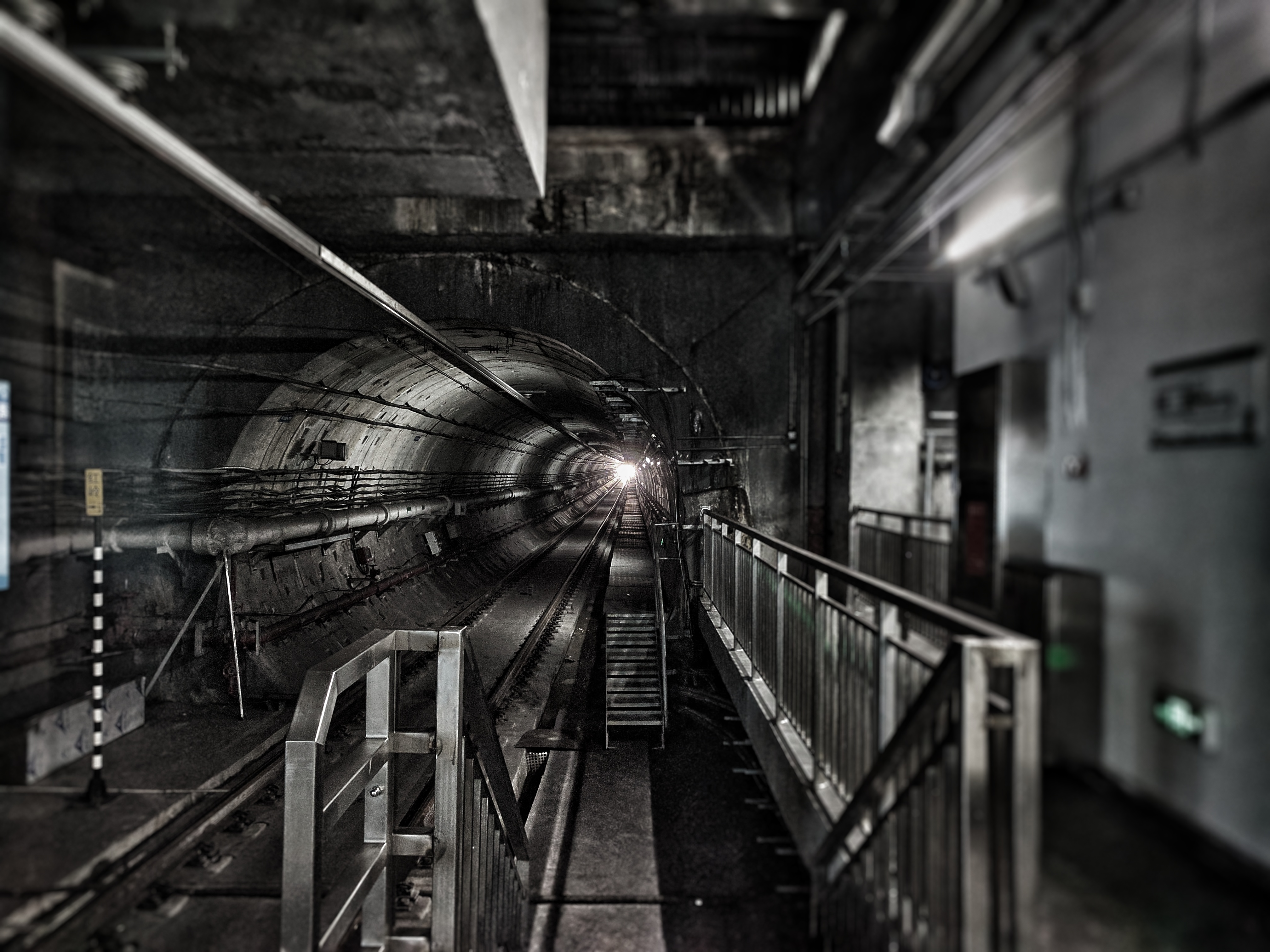
Le tunnel du métro de Shenzhen à la station TongXinLing. Juillet 2017.

Le métro de Shenzhen (chinois simplifié : 深圳地铁) est le réseau métropolitain de la ville de Shenzhen, en Chine. Il est lancé le 28 décembre 2004, faisant de Shenzhen la septième ville du pays à avoir un métro après Pékin, Tianjin, Shanghai, Canton, Wuhan et Hongkong.
Les lignes se développent très rapidement et devraient fluidifier la circulation de surface (voitures, bus, camions). La connexion complète avec le métro de Hong Kong ne devrait pas tarder.
En 2022, il atteint 16 lignes et 555 km (le métro de Paris compte 227 km de lignes en 2021) .
En 2021, le métro de Shenzhen a transporté 2 178 millions de passagers (cinquième ville dans le monde quant au trafic annuel).
La signalisation est en chinois et en anglais.

## Historique

Évolution du réseau métropolitain de Shenzhen.

## Le réseau
Le système actuel comporte douze lignes et offre un moyen relativement rapide et économique de voyager dans la partie centre-est de Shenzhen, par rapport aux autobus et aux taxis. Les lignes 3, 4  et 10 desservent également les passages frontaliers entre la zone économique spéciale de Shenzhen et la Région administrative spéciale (RAS) de Hong Kong à Luohu / Lo Wu et Futian Checkpoint / Lok Ma Chau, où les passagers peuvent commuter sur la East Rail Line afin de poursuivre leur route sur Hong Kong. À noter encore que chacune des huit lignes se croisent avec les sept autres lignes, au moins une fois.
En 2009, les deux seules lignes ouvertes couvraient 21 km. Fin 2011, le réseau comportait cinq lignes et totalisait 178 km. En 2016, trois nouvelles lignes sont ouvertes puis en 2020 de nouveau trois nouvelles lignes. Le réseau atteint aujourd'hui 411 km.
Dans le futur la ligne 33, longue de 200 km, sera connectée au Métro de Zhongshan.
| Ligne | Ligne                         | Terminaux                         | Terminaux                             | Date d'ouverture | Date d'extension | Longueur km | Stations | Opérateur                  |
| ----- | ----------------------------- | --------------------------------- | ------------------------------------- | ---------------- | ---------------- | ----------- | -------- | -------------------------- |
|       |                               | Luohu (Luohu)                     | Airport East (Bao'an)                 | 2004             | 2011             | 41,04       | 30       | Shenzhen Metro Group       |
|       |                               | Chiwan (Nanshan)                  | Liantang (Luohu)                      | 2010             | 2020             | 39,78       | 32       | Shenzhen Metro Group       |
|       |                               | Futian Bonded Area (Futian)       | Pingdi Liulian (Longgang)             | 2010             | 2024             | 52,33       | 38       | Shenzhen Metro Group       |
|       |                               | Futian Checkpoint (Futian)        | Niuhu (Longhua)                       | 2004             | 2020             | 31,3        | 23       | MTR Corporation (Shenzhen) |
|       |                               | Chiwan (Nanshan)                  | Huangbeiling (Luohu)                  | 2011             | 2019             | 47,39       | 34       | Shenzhen Metro Group       |
|       |                               | Science Museum (Futian)           | Songgang (Bao'an)                     | 2020             | —                | 49,4        | 27       | Shenzhen Metro Group       |
|       | 6bis                          | Guangming (Guangming)             | SIAT (Guangming)                      | 2022             | —                | 6,13        | 4        | Shenzhen Metro Group       |
|       |                               | SZU Lihu Campus (Nanshan)         | Tai'an (Luohu)                        | 2016             | 2024             | 32,32       | 29       | Shenzhen Metro Group       |
|       |                               | Liantang (Luohu)                  | Xiaomeisha (Yantian)                  | 2020             | 2023             | 20,38       | 11       | Shenzhen Metro Group       |
|       |                               | Qianwan (Nanshan)                 | Wenjin (Luohu)                        | 2016             | 2019             | 36,18       | 32       | Shenzhen Metro Group       |
|       |                               | Futian Checkpoint (Futian)        | Shuangyong (Longgang)                 | 2020             | —                | 29,3        | 24       | Shenzhen Metro Group       |
|       |                               | Huaqiang South (Futian)           | Bitou (Bao'an)                        | 2016             | 2024             | 57,56       | 21       | Shenzhen Metro Group       |
|       |                               | Zuopaotai East (Nanshan)          | Songgang (Bao'an)                     | 2022             | 2024             | 48,59       | 39       | Shenzhen Metro Group       |
|       |                               | Shenzhen Bay Checkpoint (Nanshan) | Hi-Tech Central (Nanshan)             | 2024             | —                | 6,36        | 7        | MTR Corporation (Shenzhen) |
|       | Ligne 14 du métro de Shenzhen | Gangxia North (Futian)            | Shatian (Pingshan)                    | 2022             | —                | 50,34       | 18       | Shenzhen Metro Group       |
|       | Ligne 16 du métro de Shenzhen | Universiade (Longgang)            | Tianxin (Pingshan)                    | 2022             | —                | 29,2        | 24       | Shenzhen Metro Group       |
|       |                               | Airport North (Bao'an)            | Convention & Exhibition City (Bao'an) | 2021             | —                | 8,43        | 5        | Shenzhen Metro Group       |
| Total | Total                         | Total                             | Total                                 | Total            | Total            | 583         | 394      |                            |

## Stations
Le réseau comporte, en 2024, 373 stations. Les stations de métro sont similaires à celles de Hong Kong ou de Canton, souvent au centre d'activités commerciales, dans les zones de passage.

## Matériel

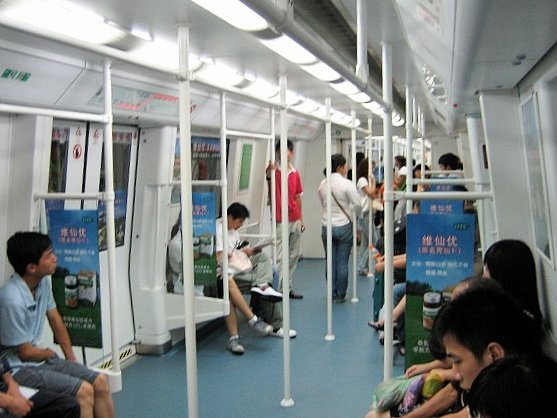
Intérieur d'une rame Bombardier en service sur la ligne 1 (2006).

## Finance

### Coût
Le métro perd 100 millions de yuans chaque jours avec 11,8 millions de passagers. Pour l'entreprise municipale, le déficit pour l'année 2024, s'élève à 33,46 milliards de yuans.

### Péage
Pour voyager, il faut présenter à l'entrée et à la sortie de la zone de transport, à une borne magnétique, un jeton ou une carte de transport.
Le jeton est obtenu à un automate tandis que la carte, nommée « dong » s'obtient en l'achetant au guichet : par exemple 100 yuans, dont 25 de dépôt. Le tarif d'un voyage coûte en moyenne 3 à 7 yuans.
En cas de dépassement interdisant toute sortie, la régularisation au guichet est nécessaire.

## Voir aussi

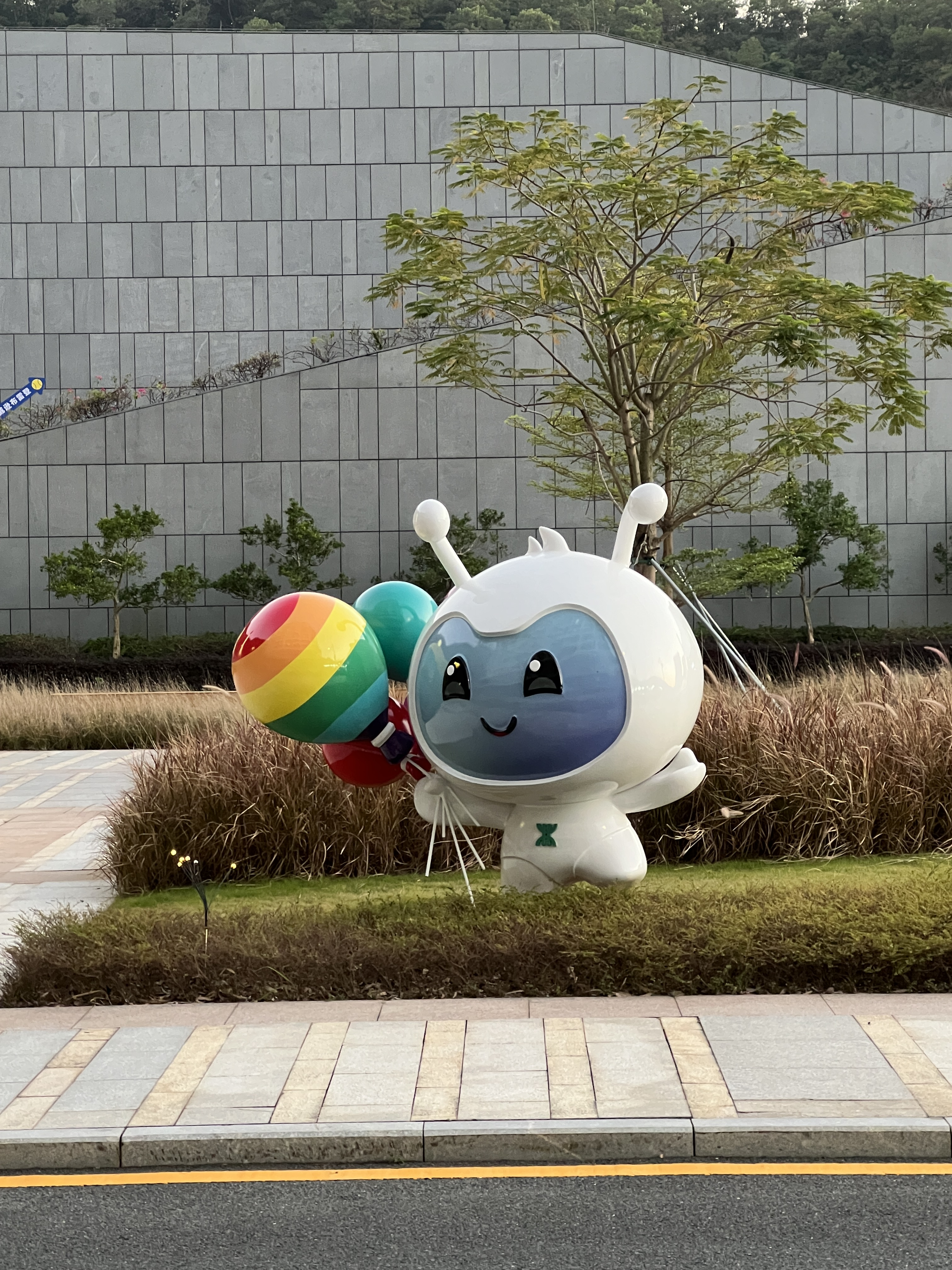
Mascotte - Tiebao